# Craig Zadan
Craig Zadan, né le 15 avril 1949 à Miami (États-Unis) et mort le 20 août 2018 à Los Angeles (États-Unis), est un producteur et écrivain américain.
Travaillant seul et avec Neil Meron, son partenaire dans la société de production Storyline Entertainment, il a produit des films tels que Footloose, Chicago et Hairspray.

## Biographie
Zadan naît à Miami, en Floride. Il grandit à New York et fréquente l'Université Hofstra. Il écrit pour le magazine New York et contribue également à des publications comme After Dark. Il écrit un livre, publié en 1974, relatant les « coulisses » des comédies musicales du compositeur Stephen Sondheim titré Sondheim & Co. et mis à jour et révisé en 1990. Neil Meron l'invite à prendre la parole lors d'une série de conférences au Brooklyn College, et ils deviennent partenaires professionnels après l'obtention du diplôme de Meron en 1976. Ils travaillent pour Joseph Papp au Public Theatre avant de se rendre en Californie au début des années 1980 pour travailler pour Peter Guber.
Ouvertement gay, Zadan meurt le 20 août 2018 à son domicile de Los Angeles des complications d'une arthroplastie, à l'âge de 69 ans.

## Productionslive
- The Sound of Music Live! (2013) (TV)
- Peter Pan Live! (2014) (TV)
- The Wiz Live! (2015) (TV)
- Hairspray Live! (2016) (TV)
- Jesus Christ Superstar Live in Concert (2018) (TV)

## Récompenses et distinctions
- (en) Craig Zadan: Awards, sur l'Internet Movie Database